# 아메리칸 픽션
《아메리칸 픽션》(영어: American Fiction)은 2023년 개봉한 미국의 풍자, 코미디 드라마 영화이다. 코드 제퍼슨의 감독 데뷔작이며, 그가 각본 역시 맡았다. 원작은 퍼시벌 에버렛의 소설 《이레이저》(Erasure)이다. 2023년 토론토 국제 영화제 관객상 수상작이다.

## 줄거리
주인공인 흑인 작가이자 교수 델로니우스 "몽크" 엘리슨은 작품성은 인정받지만 상업적으로는 실패를 거듭한다. 출판사들은 그의 작품이 "흑인답지 않다"며 거절하고, 대학에서는 인종 관련 논쟁으로 인해 일시적으로 휴직 처분을 받는다. 문학 세미나에서 흑인 스테레오타입을 이용한 소설로 큰 성공을 거둔 작가를 보며 좌절감을 느낀 몽크는 어머니의 간병비 마련을 위해, 흑인 문학에 대한 사회적 기대를 풍자하는 소설 "나의 파솔로지"를 쓴다. 그는 이 소설을 출판사에 제출하고 어이없게도 75만 달러의 선불금을 제안받는다. 
몽크는 '스태그 R. 리'라는 가상의 전과자 작가 행세를 하며 소설을 발표하고, 영화 제작 제안까지 받게 된다. 출판사 임원들의 무례한 태도에 반발하여 몽크는 영화 제목을 "F**k"로 바꾸라고 요구한다. 몽크는 다양성 추진의 일환으로 문학상 심사위원으로 초청받는데, 그곳에서 자신의 소설을 심사해야 하는 상황에 놓인다. 함께 심사위원으로 참여한 성공한 흑인 작가와 대립하며, 그녀의 작품 또한 스테레오타입을 이용한 것이라고 비판한다.
한편, 어머니는 시설에 입소하지만 적응하지 못하고, 형은 문란한 생활을 이어간다. 몽크는 이웃집 변호사 코랄린과 연애를 시작하지만, 그녀에게도 자신이 '스태그'라는 사실을 숨긴다. 몽크의 소설은 베스트셀러가 되고, FBI는 '스태그'를 수배자로 오해한다. 
몽크는 결국 문학상 시상식에서 자신이 '스태그'라는 사실을 고백하려 하지만, 영화는 몽크가 각본가로서 자신의 경험을 바탕으로 쓴 시나리오였다는 반전이 밝혀진다. 영화 제작자는 모호한 결말을 바꿔달라고 요청하고, 몽크는 코랄린에게 사과하는 결말과 경찰에 의해 총에 맞아 죽는 비극적인 결말을 제안한다. 결국 그의 시나리오대로 비극적인 결말로 영화는 제작된다.

## 출연진
- 제프리 라이트 - 셀로니어스 "몽크" 엘리슨 역
- 트레이시 엘리스 로스
- 에리카 알렉산더
- 레슬리 어검스
- 스털링 K. 브라운
- 마이라 루크리샤 테일러
- 존 오티즈
- 이사 레이
- 애덤 브로디
- 키스 데이비드